# Tom Platz
Thomas Steven Platz (n. 26 iunie 1955, Fort Sill⁠(d), Oklahoma, SUA) este un culturist profesionist american.

## Biografie
Platz s-a născut în Fort Sill, Oklahoma⁠(d). După ce și-a terminat studiile liceale, acesta a urmat cursurile Universității Wayne State⁠(d) unde a obținut o licență în fiziologie și nutriție. În cadrul aceleiași universități a urmat un master în fitness.

## Premii
- 1973 Mr. Adonis – AAU
- 1973 Mr. Ironman – AAU
- 1974 Teen Mr. America – AAU, Locul II
- 1974 Junior & Senior State Powerlifting Championships – AAU, 220 Class Champ
- 1975 Mr. Michigan – AAU
- 1976 Mr. America – AAU, Short, Locul III
- 1977 Mr. Southeastern USA – AAU
- 1977 Mr. America – AAU, Short, Locul II
- 1978 World Amateur Championships – IFBB Mr. Universe
- 1978 Mr. America – AAU, Short, Locul II
- 1979 Mr. Olympia Locul VIII[5]
- 1980 Grand Prix: Lafayette, Louisiana Locul IX
- 1980 Grand Prix: Pittsburgh Locul X
- 1980 Night Of Champions Locul XIV
- 1980 Mr. Olympia Locul IX[5]
- 1980 Pro Mr. Universe Locul II
- 1981 Mr. Olympia Locul III[5]
- 1982 Mr. Olympia Locul VI[5]
- 1984 Mr. Olympia Locul IX[5]
- 1985 Mr. Olympia Locul VII[5]
- 1986 Mr. Olympia Locul XI[5]
- 1987 Grand Prix: Detroit Locul VI
- 1995 Honorary Mr. America – AAU

## Cărți
- Pro-style Bodybuilding de Tom Platz și Bill Reynolds

## Filmografie
- Who Killed Johnny Love? (1998) .... Emcee
- 8 Heads in a Duffel Bag (1997) .... Head of Hugo
- Flex...Body Love (1991)....Tom Steel, body builder
- Book of Love (1990) .... Body Builder
- Twins (1988) .... Granger Son #1
- The Comeback (cunoscut și sub denumirea Arnold Schwarzenegger - Total Rebuild to Mr. Olympia) (1980)